# Zack de la Rocha
Zacharías Manuel "Zack" de la Rocha (n. 12 ianuarie 1970) este un muzician, rapper, compozitor, poet și activist american, cunoscut mai ales în calitate de vocalist și textier al formației rap metal Rage Against the Machine, în cadrul căreia a activat între 1991–2000 și din 2007 până în prezent.

## Discografie

### Hard Stance
De la Rocha a cântat la chitară pe următoarele albume:
- Face Reality (EP) 7" (1988)
- Hard Stance (EP) 7" (1989)

### Inside Out
De la Rocha creditat cu vocal:
- No Spiritual Surrender (1990)
- Benefit 7" (live bootleg; cu Youth of Today) (1991)

### Rage Against the Machine
De la Rocha creditat cu vocal:
- Rage Against the Machine (1992)
- Evil Empire (1996)
- Live & Rare (1998)
- The Battle of Los Angeles (1999)
- Renegades (2000)

### One Day as a Lion
De la Rocha creditat cu vocal și clape:
- One Day as a Lion (2008)

### Solo și colaborări
- "Mumia 911" de pe albumul Mumia 911, un EP collectiv cunoscut și ca The Unbound Allstars (1999)
- "C.I.A. (Criminals in Action)" cu KRS-One și The Last Emperor, de peLyricist Lounge, Volume One compilation and remixed on 12" vinyl single (reissued in 2002), (1999)
- "Burned Hollywood Burned" de pe soundtrackul Bamboozled (2000) cu Chuck D și The Roots[3]
- "Centre of the Storm" de pe albumul In the Mode, Roni Size/Reprazent (2000)
- "Release" de pe albumul Blazing Arrow, Blackalicious (2002)
- "Disavowed" de pe albumul You Can't Go Home Again (Private Press era), DJ Shadow (adițional baterist și co-producător) (2002)
- "March of Death" cu DJ Shadow (2003)
- "We Want It All" de pe albumul Songs and Artists That Inspired Fahrenheit 9/11; single digital (2004)
- "Act III Scene 2 (Shakespeare)" de pe albumul Saul Williams, Saul Williams (2004)
- "Artifacts" cu DJ Shadow, nelansat, înregistrat prin 2002–2003; instrumentalul a apărut pe albumul lui DJ Shadow "The Outsider" (2006)[4]
- "Somos Más Americanos" de pe albumul "MTV Unplugged presents: Los Tigres del Norte And Friends" Los Tigres del Norte (2011)
- "Melding of the Minds" de pe albumul Event II, Deltron 3030 (2013)